# Scato François Gockinga
Scato François Gockinga (Zuidbroek, 12 december 1753 – Groningen, 23 november 1796) was een militair en politicus ten tijde van de Bataafse Republiek.

## Familie
Gockinga was lid van de familie Gockinga en een zoon van Joseph Gockinga (1720-1780), raadsheer te Groningen en gedeputeerde ter Staten-Generaal, en Campegia Wilhelmina Vitringa (1723-1796). Hij was een broer van Campegius Hermanus Gockinga (1748-1823).

## Loopbaan
Gockinga volgde een militaire loopbaan en werd kapitein. Hij was majoor van de schutterij en archidiaconus der armen.
Hij werd 7 maart 1795 namens Groningen benoemd in het Comité tot de Algemene Zaken van het Bondgenootschap te Lande, de opvolger van de opgeheven Raad van State. Op 9 december 1795 werd hij daaruit op eigen verzoek ontslagen. Hij overleed een jaar later, op 45-jarige leeftijd.
- Biografisch Portaal: 30452360
- Parlement.com: vg09lmhm04hz